# Projekt 1174 Nosorog
Projekt 1174 Nosorog (ryska: Носорог, ”noshörning”) eller Ivan Rogov-klass är en klass av amfibiefartyg byggda för Sovjetunionens flotta under 1970- och 1980-talen.

## Historia
I september 1964 utfärdade Sergej Gorsjkov den tekniska och taktiska beskrivningen av ett nytt landstigningsfartyg. Specifikationen var inspirerad av de amerikanska amfibiefartygen av Austin-klass som precis hade börjat byggas. Dessa kunde landsätta trupp både med landstigningsbåtar och amfibiefordon från ett welldäck i aktern och med helikoptrar från ett flygdäck ovanför welldäck.
Designbyrån Nevskoje anlitades för att konstruera fartyget. I maj 1986 godkändes den tekniska utformningen och det första fartyget Ivan Rogov började byggas på Jantarvarvet i Kaliningrad 1973. På grund av ständiga ändringar dröjde det fram tills 1976 innan hon sjösattes och 1978 togs hon i tjänst vid Stillahavsflottan.

## Kapacitet
Projekt 1174 är byggt för att transportera och landsätta en bataljon marininfanteri. Vanligen bär den med sig två stycken Lebed-klass svävare och en Ondatra-klass landstigningsbåt vilka båda klarar av att bära med sig en stridsvagn. Då får 20 stridsvagnar plats på fordonsdäck vilket räcker till ett stridsvagnskompani.
Utan svävare och landstigningsbåtar kan även welldäck användas för stridsfordon som då måste landsättas via bogporten. Då rymmer ett fartyg 53 stridsvagnar (en stridsvagnsbataljon) eller 80 pansarskyttefordon (en mekaniserad infanteribataljon). Pansarskyttefordon som BTR-60 och BTR-80 är som regel amfibiska och kan lämna fartyget simmande, så även amfibiestridsvagnar som PT-76. För att landsätta stridsvagnar som T-80 behöver fartyget gå in så nära land att stridsvagnarna kan köras direkt iland över rampen i bogporten.
Varje fartyg har en egen flyggrupp om fyra stycken Ka-27 eller Ka-29 helikoptrar. Förutom dessa kan fartyget även tanka mellanlandande helikoptrar från andra fartyg eller från landbaser. Båda helikopterdäcken för och akter om överbyggnaden kan tanka och ladda helikoptrar utan att behöva ta in dem i hangaren.

## Fartyg

### Ivan Rogov
Påbörjad: september 1973

Sjösatt: 1976

Tagen i tjänst 15 juni 1978 i Stillahavsflottan

Avrustad: 1996

Skrotad: 2002

### Aleksandr Nikolajev
Påbörjad: mars 1976

Sjösatt: 1982

Tagen i tjänst 30 december 1982 i Stillahavsflottan

Avrustad: 1997

I reserv 1997; utsatt till försäljning 2008.

### Mitrofan Moskalenko
Påbörjad: maj 1984

Sjösatt: 1989

Tagen i tjänst 23 september 1990 i Norra flottan

I reserv 2002; utsatt till försäljning 2008.